# Aage Jørgensen
Aage Jørgensen (Aarhus, 22 gennaio 1900 – Skanderborg, 4 settembre 1972) è stato un ginnasta danese.

## Palmarès

### Olimpiadi
- 1 medaglia:
  - 1 argento (Anversa 1920 nel concorso svedese a squadre)